# 道の駅燕三条地場産センター
道の駅燕三条地場産センター（みちのえき つばめさんじょうじばさんセンター）は、新潟県三条市須頃にある市道燕三条停車場線の道の駅である。

## 概要

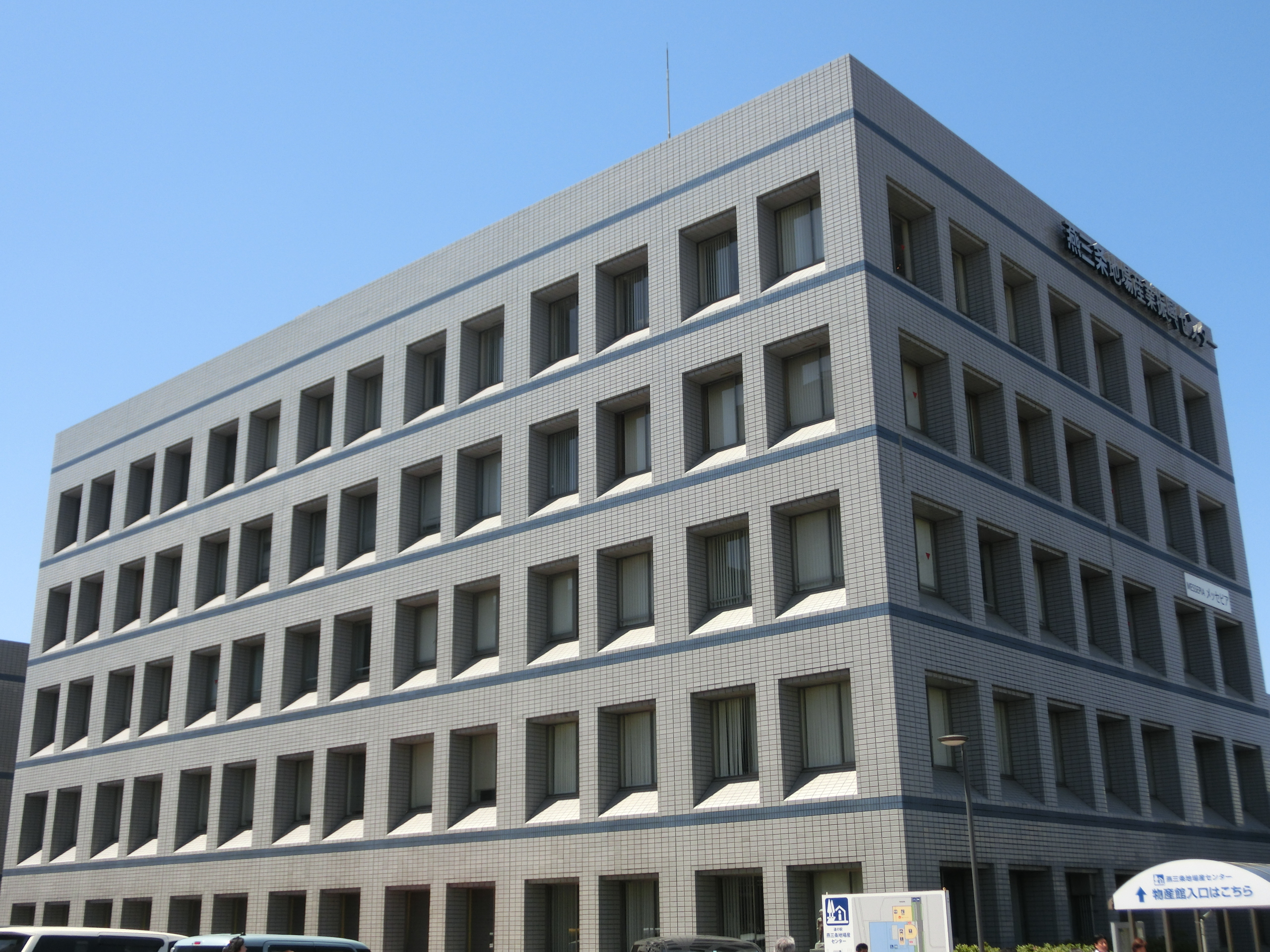
メッセピア

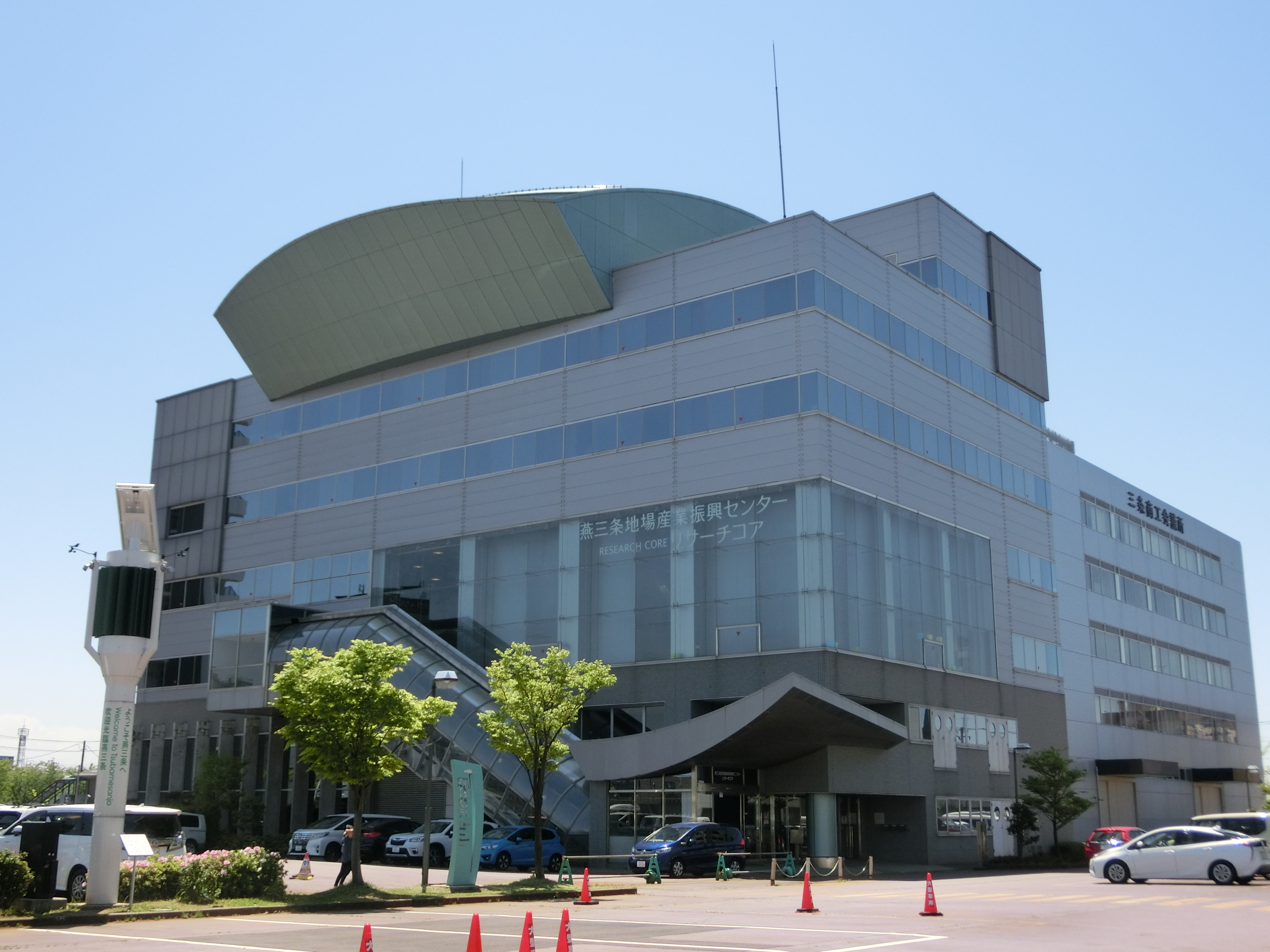
リサーチコア

1986年(昭和63年)設立の財団法人新潟県県央地域地場産業振興センターを前身とする、一般財団法人燕三条地場産業振興センターが道の駅の登録申請を行い、同センターの建物である「メッセピア」「リサーチコア」のうちメッセピア（1988年オープン）を主な施設としつつ24時間トイレや観光・道路情報コーナーの追加整備を行うことで、2015年登録、2016年（平成28年）3月25日「道の駅」としてオープンとなった。

## 施設
- 駐車場
  - 大型車：6台
  - 小型車：119台
  - 身障者用：2台
- トイレ
  - 男：小 26器 大 10器
  - 女：24器
  - 多目的：2器
- 休憩施設
  - 情報・休憩コーナー
- 地域振興施設
  - 物産館、レストラン

### 管理
- 燕三条地場産業振興センター

## アクセス
- 市道燕三条停車場線 - 登録路線
  - 国道289号
    - 北陸自動車道 三条燕インターチェンジ
    - 新潟県道68号燕分水線
    - 国道8号
- 上越新幹線・弥彦線 燕三条駅から徒歩約8分
- 越後交通 「地場産センター」バス停より徒歩すぐ